# キャンシャン (通報艦)
キャンシャン (Kien-Chan) はフランス海軍の通報艦。
元はイギリス商船「Toey Wan」で、1860年3月15日に購入された。推進器は外車で、80公称馬力（1867年以降は60）。寸法、トン数は不詳。乗員は30から44名で、砲2門（のち4門）搭載であった。
1860年3月20日就役。1860年の大沽砲台攻撃の際、病院船として用いられた。
1863年7月8日、横浜から長崎へ向かっている途中で関門海峡を通過したところ、長州藩の砲台から砲撃を受け艦尾や外車などに被弾した。フランス側は敵意を持っていると誤解されたと思い、ボートを降ろして説明に向かおうとしたが、攻撃を受けて死者が出た。「キャンシャン」は18発撃ったのみで、長州側の被害は破片で少年一人が怪我をしたり、海岸の石垣が壊れたといったもののみあった。
1865年11月4日、条約の勅許や兵庫開港の前倒しなどの要求で幕府と朝廷に圧力をかけるため「キャンシャン」も含む英仏蘭の艦艇が兵庫沖に集結した。
1866年、江華島の占領に参加。
1873年10月30日、除籍。サイゴンで1876年に解体された。